# Старое (Рабоче-Крестьянский сельсовет)
Старое — деревня в Вологодском районе Вологодской области.
Входит в состав Майского сельского поселения (с 1 января 2006 года по 8 апреля 2009 года входила в Рабоче-Крестьянское сельское поселение), с точки зрения административно-территориального деления — в Рабоче-Крестьянский сельсовет.
Расстояние по автодороге до районного центра Вологды — 19,6 км, до центра муниципального образования Майского — 10 км. Ближайшие населённые пункты — Назарово, Дудинское, Княгинино.
По переписи 2002 года население — 4 человека.